# Podróż apostolska Benedykta XVI do Hiszpanii (2010)
II Podróż apostolska Benedykta XVI do Hiszpanii miała miejsce w dniach 6–7 listopada 2010. Była to druga wizyta papieża w tym kraju.

## Plan pielgrzymki

### 6 listopada
Rzym
- 8:30 – odlot z lotniska Fiumicino do Santiago de Compostela

Santiago de Compostela
- 11:30 – ceremonia powitania, przemówienie papieża, w jednej z sal terminalu papież spotka się prywatnie z hiszpańskim następcą tronu, księciem Asturii, Filipem i jego małżonką, Letycją.
- 13:00 – wizyta w katedrze św. Jakuba, przemówienie papieża.
- 13:45 – obiad w Pałacu Arcybiskupim w towarzystwie hiszpańskich kardynałów i członków Komitetu Wykonawczego Hiszpańskiej Konferencji Biskupiej.
- 16:30 – msza na placu Obradoiro przed katedrą z okazji Kompostelańskiego Roku Świętego, homilia papieża.
- 19:15 – odlot do Barcelony.

### 7 listopada
Barcelona

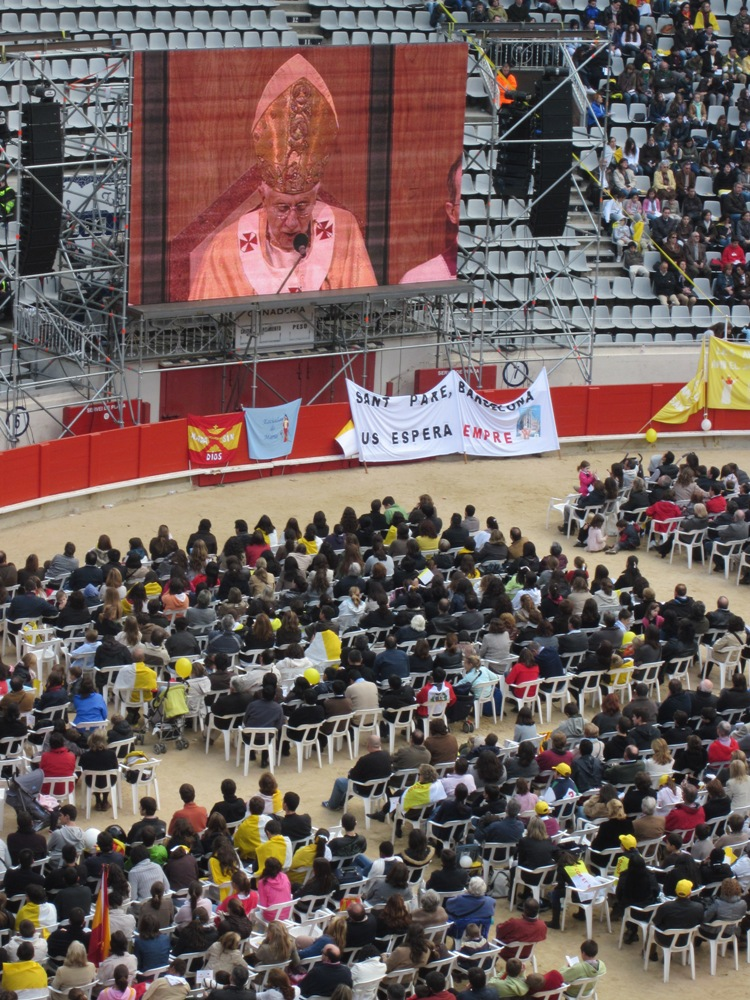
Msza w Barcelonie

- 9:30 – prywatne spotkanie z królem Hiszpanii Juanem Carlosem i jego małżonką królową Zofią w sali muzealnej kościoła Świętej Rodziny
- 10:00 – msza połączona z poświęceniem kościoła i ołtarza Sagrada Família, homilia papieża i modlitwa Anioł Pański.
- 13:00 – obiad z kardynałami, arcybiskupami i biskupami w Domu Arcybiskupa Barcelony.
- 17:15 – wizyta w siedzibie dzieła dobroczynno-społecznego Nen Déu (Dzieciątka Bożego), przemówienie papieża.
- 18:30 – spotkanie z premierem Hiszpanii, ceremonia pożegnalna na lotnisku El Prat w Barcelonie, przemówienie papieża.

Rzym
- 21:00 – lądowanie na lotnisku Ciampino w Rzymie